# Lilla Mälarcupen
Lilla Mälarcupen är en brottningstävling som hålls varje år i Västerås, och som har arrangerats sedan 1968. Tävlingen hålls av Västerås brottningsklubb (VBK). Åren 2008 och 2009 vägdes 806 respektive 843 brottare in till tävlingen.